# Парафіяльна рада
Парафіяльна рада в українському православ'ї — виконавчий та розпорядчий орган парафіяльних зборів. Парафіяльна рада підзвітна настоятелю та парафіяльним зборам.

## Склад
Парафіяльна рада складається з голови — церковного старости, його заступника і скарбника.
Парафіяльна рада обирається Парафіяльними зборами з-поміж активних членів парафії за ознаками компетентності, морального авторитету та відданості Українській Православній Церкві строком на три роки без обмеження кількості переобрань.
Єпархіальний архієрей ухвалює обрання голови Парафіяльної ради або призначає на цю посаду своїм указом настоятеля чи іншу особу з введенням її до складу Парафіяльної ради.
Єпархіальний архієрей має право усунути від роботи будь-якого члена Парафіяльної ради, якщо він порушує канони та положення Статуту про управління Української Православної Церкви або Статуту парафії.

## Обов'язки
У період між Парафіяльними зборами Парафіяльна рада:
- разом з настоятелем скликає Парафіяльні збори і готує справи до їх розгляду;
- виконує рішення Парафіяльних зборів;
- відповідає за збереження та підтримання в належному стані храму, інших церковних приміщень та майна;
- вирішує поточні господарські питання;
- забезпечує будівництво та ремонт згідно з планами та проєктно-кошторисною документацією, затвердженою Парафіяльними зборами;
- з відома та під контролем настоятеля розпоряджається коштами парафії та здійснює їхній облік;
- турбується про забезпечення храму всім необхідним для належного звершення богослужінь;
- піклується про придбання майна, потрібного для парафії, та веде інвентарні книги;
- турбується про охорону та благоліпність храму, про підтримання благочинності та порядку під час богослужінь і хресних ходів;
- приймає на роботу найманих працівників та звільняє їх за згодою з настоятелем та відповідно до штатного розпису;
- подає Парафіяльним зборам звіти про свою ділову та фінансову діяльність.

## Голова
Голова Парафіяльної ради
- відповідає за здійснення постанов Парафіяльних зборів і виконання інших обов'язків, передбачених Статутами про управління єпархії та Української Православної Церкви і Статутом парафії.
- представляє Парафіяльну раду в ділових, фінансово-господарських та адміністративних питаннях; у разі потреби видає довіреності.

## Право підпису
Усі документи парафії підписуються настоятелем або головою Парафіяльної ради. Банківські рахунки, доручення та інші фінансові документи підписуються головою Парафіяльної ради та скарбником.

## Скарбник
До обов'язків скарбника входить
- облік і збереження грошових сум (пожертвувань та інших надходжень),
- ведення прихідно-видаткових та інвентарних книг,
- здійснення за вказівкою голови парафіяльної ради фінансових операцій та складання річного фінансового звіту.

## Помічник
Обов'язки помічника голови Парафіяльної ради визначаються Парафіяльними зборами.